# NGC 1274

NGC 1274

NGC 1274 هي مجرة تتبع كوكبة حامل رأس الغول. اكتشفها Lawrence Parsons, 4th Earl of Rosse ‏ في 4 ديسمبر 1875.

## روابط خارجية
- NGC 1274 على موقع ويكي سكاي: DSS2, SDSS, GALEX, IRAS, Hydrogen α, X-Ray, Astrophoto, Sky Map, Articles and images